# ピエール・ルイージ・チェルビーノ
ピエール・ルイージ・チェルビーノ・ロッジ（Pier Luigi Cherubino Loggi、1971年10月15日 - ）は、イタリア・ローマ出身のスペイン人元サッカー選手、サッカー指導者。ポジションはFW。元スペイン代表。

## 経歴

### クラブ
イタリアのローマに生まれたが、6歳の時にスペインのカナリア諸島に移住した。1990-91シーズンにCDテネリフェでプロデビューを果たし、同シーズン中にプロ初ゴールも挙げた。1994-95シーズンには1シーズンだけスポルティング・デ・ヒホンに所属し、35試合で11ゴールを挙げた。このシーズン終了後にレアル・ベティスへ加入し、1シーズン目は14得点を記録したが、翌シーズンは9得点に終わった。その後はレアル・サラゴサや古巣CDテネリフェに所属したが、目立った成績を残すことができず、2002年にCFエストレマドゥーラに移籍してからは、主にセグンダ・ディビシオンのクラブを転々とした。2007年、RSDアルカラで現役を引退した。

### 代表
1994年10月12日、UEFA EURO '96予選のマケドニア代表戦でスペイン代表デビューを果たしたが、これ以降A代表での出番はなかった。